# エディー 勝利の天使
『エディー 勝利の天使』（エディー しょうりのてんし、原題:Eddie）は1996年にアメリカ合衆国で公開された映画。NBAのNYニックスの熱狂的な女性ファンがひょんな事からコーチに選ばれ、連敗中のチームを再建しようと奮闘するスポーツコメディー。NBAの現役選手49人が出演している。 

## ストーリー
ニューヨークでリムジンの運転手をしているエディー（ウーピー・コールドバーグ）はニューヨーク・ニックスの熱狂的な大ファンである。しかしニックスは成績不振で観客が減る一方であった。そこで新しい経営者のワイルド・ビル・バージェス（フランク・ランジェラ）は派手なパフォーマンスで観客を集めようとした。しかしその想いも選手たちには届かず、自分勝手なプレイばかりし、ニックスは連敗が続いた。
そんなある日、エディーはニックスの試合のハーフタイムイベントに参加した。そこで見事にシュートを決め、名誉コーチに任命された。ニックスのベンチに座ったエディーだが、あまりに興奮してしまい、審判に暴言を吐いたため退場処分となった。
しかし、そのダイナミックなパフォーマンスに目を付けたワイルド・ビルは今のコーチを辞めさせ、エディーを本物のコーチにすることにした。ワイルド・ビルの説得を受けてコーチになったエディーだが、選手たちはただのファンであった人物がコーチになったことに不満を抱き、エディーを無視した。その結果チームの連敗は止まらなかった。
そんな中エディーは選手の一人からあることを聞く。それは自分も含めて多くの選手が私的な悩みを抱えていることであった。それを聞いたエディーは一人一人親身に悩みを聞き、一生懸命解決に導いていった。その行動に心を打たれた選手たちは気持を入れ替え、バスケットに打ち込む。ニックスの快進撃は続き、徐々に観客も戻ってくる。
その一方、ワイルド・ビルはニックスの売却交渉を進めていた。

## キャスト
※括弧内は日本語吹替
- エドウィナ・“エディー”・フランクリン - ウーピー・ゴールドバーグ（小宮和枝）
- ワイルド・ビル・バージェス - フランク・ランジェラ（筈見純）
- ジョン・ベイリー - デニス・ファリーナ（辻親八）
- カール・ジマー - リチャード・ジェンキンス（津田英三）
- クロディーヌ - リサ・アン・ウォルター（佐藤しのぶ）
- ジョー・ネイダー - ジョン・ベンジャミン・ヒッキー（荒川太朗）
- ネイト・ウィルソン - ジョン・サリー（中村秀利）
- ステイシー・パットン - マリク・シーリー（中田和宏）
- テリー・ヘイスティングス - リック・フォックス
- ダレン・“プリーチャー”・テイラー - マーク・ジャクソン
- イヴァン・ラドヴァドヴィッチ - ドゥエイン・シンチアス
- 本人役 -ドナルド・トランプ

## 評価
興行成績が＄31,387,164を記録して、バスケットボール映画興行収入ランキングで7位を記録。MIDbで5,0/10のランクを格付けされている。